# La Forclaz

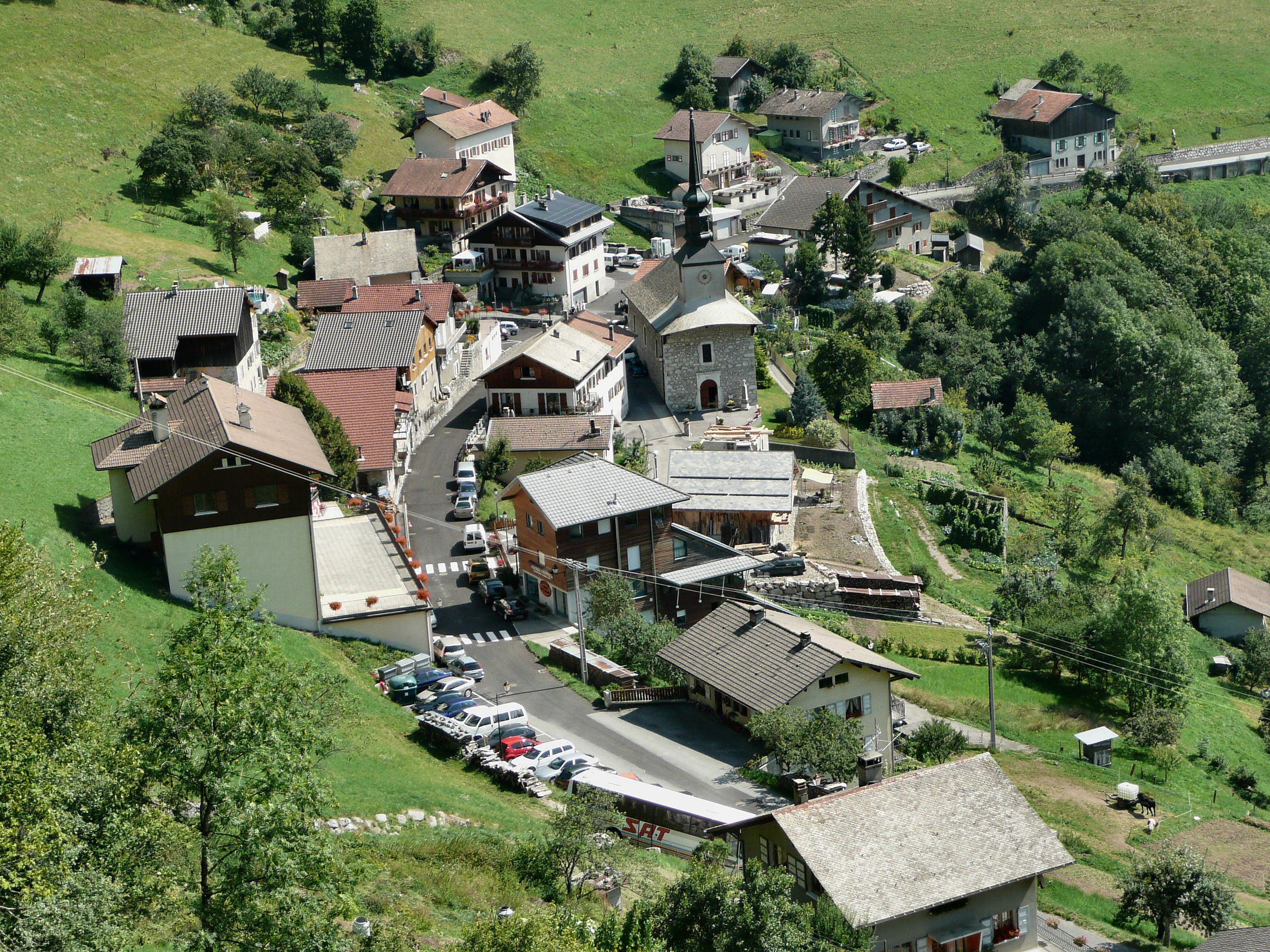
La Forclaz

La Forclaz là một xã trong tỉnh Haute-Savoie thuộc vùng Rhône-Alpes đông nam Pháp.